# Mark E'Beyer
Mark E'Beyer (sinh ngày 21 tháng 9 năm 1984 ở Stevenage, Anh) là một cầu thủ bóng đá người Anh-Malta thi đấu cho câu lạc bộ tại Isthmian League Premier Division Wealdstone, nơi anh thi đấu ở vị trí tiền vệ.